# マディ・カマラ
マディ・カマラ（Mahdi Camara, 1998年6月30日 - ）は、フランス・マルティーグ出身のサッカー選手。リーグ・アン・スタッド・レンヌ所属。ポジションはミッドフィールダー。

## 経歴
ユースから昇格する形で、2018年3月15日にASサンテティエンヌのトップチームと契約を結ぶ。8月11日のEAギャンガン戦でデビューした。
2019年1月、スタッド・ラヴァルにシーズン終了まで期限付き移籍。
翌シーズンは保有元のサンテティエンヌに復帰し、リーグ戦12試合に出場した。
2022年8月26日、スタッド・ブレスト29に買取オプション付きの1シーズンローンで加入。
2025年8月13日、スタッド・レンヌに4年契約で完全移籍した。ブレストに支払われる移籍金は800万ユーロと推定されている。

### 代表歴
マリにルーツを持つが、年代別代表はフランス代表を選択している。
アフリカネイションズカップ2021の先立ってガンビア代表の暫定チームに選出されたものの、本大会に挑む最終メンバーには選ばれなかった。